# Kevin Feige
Kevin Feige (Boston, 2 de junio de 1973) es un productor de cine estadounidense que se unió a Marvel Studios en el año 2000 y ha participado en todas sus producciones cinematográficas. En 2007, fue nombrado presidente de producción. Sus películas han recaudado un total de 20 000 millones de dólares en todo el mundo. Feige es miembro del Gremio de Productores de América. En 2019, la película Black Panther en la que participó como productor fue nominada en los Óscar a Mejor Película, siendo esta la primera película de superhéroes en recibir una nominación a Mejor Película, así como la primera película en el Universo cinematográfico de Marvel en ganar un Premio de la Academia. A partir de octubre de 2019 es jefe creativo de Marvel Entertainment, lo que significa que las filiales de Marvel TV y Marvel Family Entertainment (de animación) responderán ante él. Avengers: Endgame, película en la que también fue productor, logró el récord de la película más taquillera de todos los tiempos en 2019.

## Primeros años y carrera
Feige se crio en Westfield, Nueva Jersey, y se graduó de la Westfield High School. Su abuelo había sido productor de televisión en la década de 1950, trabajó en telenovelas como The Guiding Light y As the World Turns.
Antes de la escuela secundaria, Feige se presentó en la Escuela de Artes Cinematográficas de la Universidad del Sur de California, alma mater de sus directores favoritos: George Lucas, Ron Howard y Robert Zemeckis. Sus primeras cinco solicitudes fueron rechazadas, pero perseveró y fue aceptado en la sexta ocasión.
Sus primeros trabajos implicaron ser asistente de la productora ejecutiva Lauren Shuler Donner en las películas Volcano y You've Got Mail.
En 2000, fue contratado por Marvel como productor.

## Productor cinematográfico

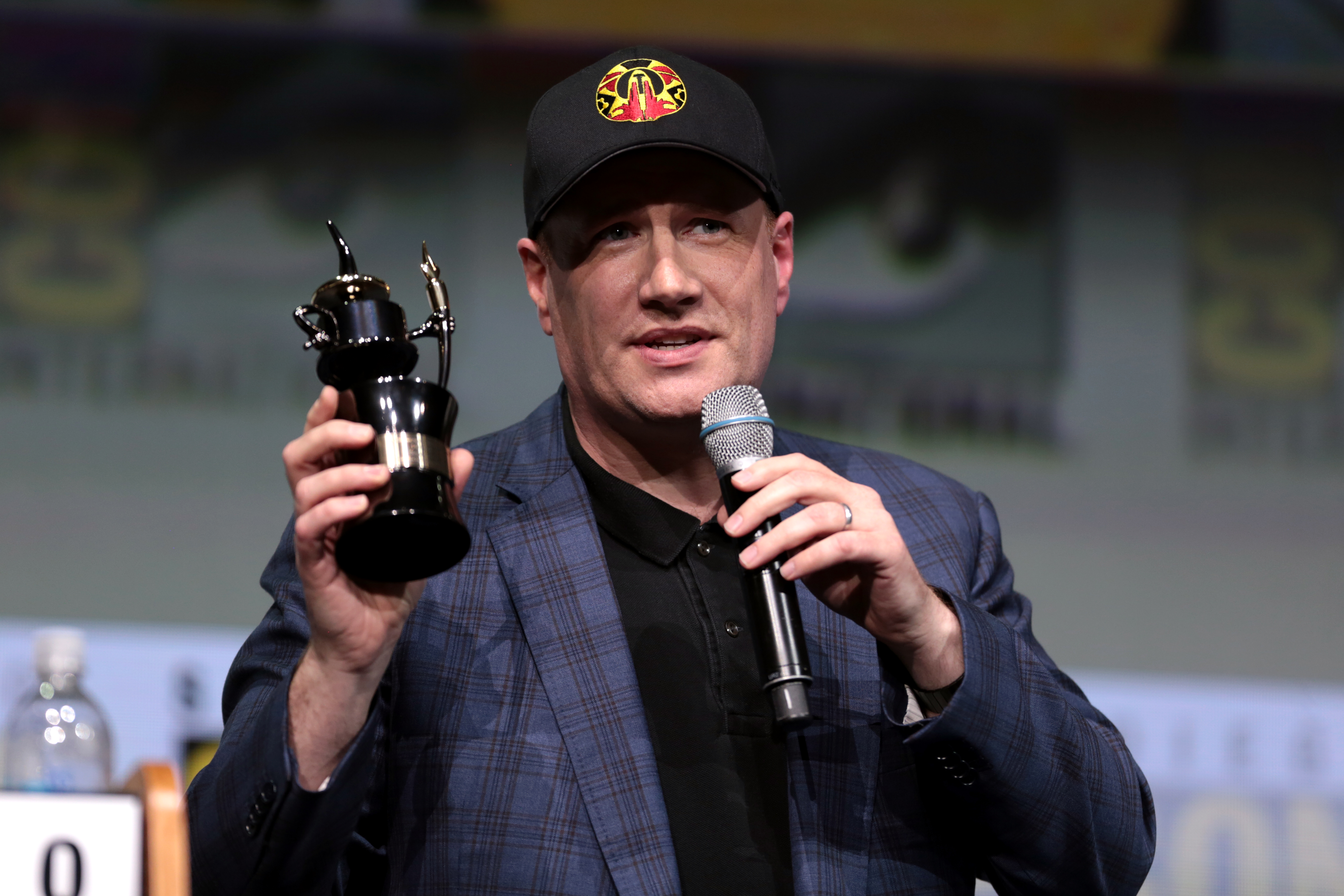
Feige recibiendo el Premio Inkpot en la Comic-Con de San Diego 2017

En la primera película de X-Men, Donner hizo a Feige su productor asociado, debido a su conocimiento del Universo Marvel. Avi Arad, impresionado, lo contrató para trabajar como su segundo al mando en Marvel Studios ese mismo año. Fue nombrado presidente de producción de Marvel Studios en marzo de 2007.
El 22 de febrero de 2013, Feige recibió el premio al Empresario Cinematográfico del Año en los Premios del Gremio de Publicistas ICG. El presidente del comité de premios, Henri Bollinger, dijo "La comprensión y apreciación de la publicidad y la promoción de Kevin Feige en el papel del éxito de una película ha llevado a una serie de películas taquilleras que han sido adaptadas de las páginas de cómics de Marvel durante los últimos 10 años".
Feige será galardonado con el Premio David O. Selznick Achievement en la categoría Teatro cinematográfico por el Sindicato de Productores de América en 2019. El 26 de septiembre de 2019, se informó que Feige está desarrollando actualmente una película de Star Wars para Lucasfilm.
En octubre de 2019, Feige, además de ser presidente de Marvel Studios, fue nombrado director creativo de Marvel Comics, Marvel Television y Marvel Animation.

## Producciones
- X-Men (2000) - Productor asociado
- Spider-Man (2002) - ejecutivo a cargo de producción
- Daredevil (2003) - Coproductor
- X-Men 2 (2003) - Coproductor
- Hulk (2003) - Productor ejecutivo
- The Punisher (2004) - Productor ejecutivo
- Spider-Man 2 (2004) - Productor ejecutivo
- Blade: Trinity (2004) - coproductor
- Elektra (2005) - coproductor
- Man-Thing: la naturaleza del miedo (2005) - productor ejecutivo
- Los 4 Fantásticos (2005) - productor ejecutivo
- X-Men: The Last Stand (2006) - productor ejecutivo
- Spider-Man 3 (2007) - productor ejecutivo
- Los 4 Fantásticos y Silver Surfer (2007) - productor ejecutivo
- Punisher: War Zone (2008) - Productor ejecutivo
- Wolverine y los X-Men (2008–2009) - productor ejecutivo
- Iron Man: Armored Adventures (2009–2012) - Productor ejecutivo
- The Amazing Spider-Man (2012) - Productor ejecutivo
- Agente Carter (2015) - Productor ejecutivo
- X-Men '97 (2024) - Productor ejecutivo

### Universo cinematográfico de Marvel
FASE 1:
- Iron Man (2008) - Productor
- The Incredible Hulk (2008) - Productor
- Iron Man 2 (2010) - Productor
- Thor (2011) - Productor
- Captain America: The First Avenger (2011) - Productor
- The Avengers (2012) - Productor

FASE 2:
- Iron Man 3 (2013) - Productor
- Thor: The Dark World (2013) - Productor
- Captain America: The Winter Soldier (2014) - Productor
- Guardians of the Galaxy (2014) - Productor
- Avengers: Age of Ultron (2015) - Productor
- Ant-Man (2015) - Productor

FASE 3:
- Captain America: Civil War (2016) - Productor
- Doctor Strange (2016) - Productor
- Guardians of the Galaxy Vol. 2 (2017) - Productor
- Spider-Man: Homecoming (2017) - Productor
- Thor: Ragnarok (2017) - Productor
- Black Panther (2018) - Productor
- Avengers: Infinity War (2018) - Productor
- Ant-Man and the Wasp (2018) - Productor
- Captain Marvel (2019) - Productor
- Avengers: Endgame (2019) - Productor
- Spider-Man: Far from Home (2019) - Productor

FASE 4:
En esta fase y en las siguientes, se incluyeron series, cortos y especiales que fueron estrenados en Disney+, los cuales también produjo Feige.
- WandaVision (2021) - Productor
- The Falcon and the Winter Soldier (2021) - Productor
- Loki (2021) - Productor
- Black Widow (2021) - Productor
- What If...? (2021) - Productor
- Shang-Chi and the Legend of the Ten Rings (2021) - Productor
- Eternals (2021) - Productor
- Hawkeye (2021) - Productor
- Spider-Man: No Way Home (2021) - Productor
- Moon Knight (2022) - Productor
- Doctor Strange in the Multiverse of Madness (2022) - Productor
- Ms. Marvel (2022) - Productor
- Thor: Love and Thunder (2022) - Productor
- I Am Groot (2022) - Productor
- She-Hulk: Attorney at Law (2022) - Productor
- Werewolf by Night (2022) - Productor
- Black Panther: Wakanda Forever (2022) - Productor
- The Guardians of the Galaxy Holiday Special (2022) - Productor

FASE 5:
- Ant-Man and the Wasp: Quantumania (2023) - Productor
- Guardians of the Galaxy Vol. 3 (2023) - Productor
- Secret Invasion (2023) - Productor
- I Am Groot 2 (2023) - Productor
- Loki 2 (2023) - Productor
- The Marvels (2023) - Productor
- What If...? 2 (2023) - Productor
- Echo (2024) - Productor
- Deadpool & Wolverine (2024) - Productor
- Agatha All Along (2024) - Productor
- What If...? 3 (2024) - Productor
- Your Friendly Neighborhood Spider-Man (2025) - Productor
- Captain America: Brave New World (2025) - Productor
- Daredevil: Born Again (2025) - Productor
- Thunderbolts* (2025) - Productor
- Ironheart (2025) - Productor

FASE 6:
- The Fantastic Four: First Steps (2025) - Productor
- Eyes of Wakanda (2025) - Productor

## Premios y nominaciones
Premios Óscar
| Año  | Categoría      | Película      | Resultado |
| ---- | -------------- | ------------- | --------- |
| 2019 | Mejor película | Black Panther | Nominado  |